# 日本弁護士連合会
日本弁護士連合会（にほんべんごしれんごうかい、英: Japan Federation of Bar Associations、略称: JFBA）は、日本の弁護士会の連合会である。略称は日弁連（にちべんれん）。

## 業務
日弁連は、弁護士・弁護士法人・弁護士会の指導・連絡・監督・弁護士会への入会資格審査・懲戒に関する事務を扱うほか、外国法事務弁護士の監督に関する業務を行う。更に、定期的に弁護士を対象とする強制参加の倫理講習会を実施し、訴訟実務の経験などに基づき、さまざまな社会制度の整備に関する活動も行う。

## 法的地位
1949年（昭和24年）、弁護士法第45条から第50条までの規定に基づき設立された。日本司法書士会連合会や日本土地家屋調査士会連合会と同様、職能団体としての性格を有するが、特別民間法人ではなく弁護士自治が行われている。弁護士等は弁護士法22条に基づき、日弁連の定めた会則に従わなければならない。
経費は会則91条により、会費、登録料、贖罪寄付、その他の収入で賄われている。
日本では弁護士・外国事務弁護士として活動する場合、全国52の単位会のいずれかに事務所を置く地域の弁護士会を通じて、必ず加入が義務付けられている強制加入（制）団体である。

## 組織
2025年4月1日現在、全国に52の弁護士会が置かれ（北海道に4会、東京に3会、残りの各府県に1会ずつ）、あわせて46,974名の弁護士、1,782の弁護士法人が入会している。このほか、3名の沖縄特別会員、530名の外国法事務弁護士、10の外国法事務弁護士法人も所属している。

### 議決機関
- 総会 - 日弁連の最高意思決定機関
- 代議員会 - 副会長・理事・監事の選任などについて審議
- 常務理事会 - 各弁護士会の会則・会規などの事項について審議
- 理事会 - 日弁連の規則制定、総会議案、各種意見書などの事項について審議

### 役員・執行部
2025年6月1日現在
| 役職     | 定員                                | 氏名（所属弁護士会） |
| -------- | ----------------------------------- | --- |
| 会長     | 1名（任期2年） ※ 会員による直接選挙 | 渕上玲子（東京弁護士会） |
| 副会長   | 15名（任期1年） ※ 2名以上は女性     | 鈴木善和（東京弁護士会） 寺町東子（東京弁護士会） 佐藤彰紘（第一東京弁護士会） 福島正義（第二東京弁護士会） 吉澤俊一（埼玉弁護士会） 拝師徳彦（千葉県弁護士会） 森本宏（大阪弁護士会） 武本夕香子（兵庫県弁護士会） 川合伸子（愛知県弁護士会） 水田美由紀（岡山弁護士会） 馬場啓（熊本県弁護士会） 笹川理子（鹿児島県弁護士会） 藤田祐子（仙台弁護士会） 佐藤昭彦（札幌弁護士会） 西森やよい（高知弁護士会） |
| 事務総長 | 1名（会長の任命）                   | 岡田理樹（第二東京弁護士会） |
| 事務次長 | 若干名（会長の任命）                | 籔内正樹（兵庫県弁護士会） 井﨑淳二（東京弁護士会） 妹尾孝之（神奈川県弁護士会） 小林剛（第二東京弁護士会） 安田伸一（東京弁護士会） 三浦繁樹（第一東京弁護士会） 笹沼波（日弁連） |

### 事務機構
- 事務局
  - 総務部（総務課、情報システム・施設管理課、経理課、人事課）
  - 審査部（審査第一課、審査第二課、審査第三課）
  - 法制部（法制第一課、法制第二課）
  - 人権部（人権第一課、人権第二課）
  - 業務部（業務第一課、業務第二課、業務第三課）
  - 企画部（企画課、広報課、国際課）
- 調査室
- 広報室
- 国際室
- 人権救済調査室
- 日本司法支援センター対応室
- 研修・業務支援室
- 日弁連総合研修センター
- 司法調査室
- 刑事調査室

### 委員会
- 弁護士法により設置を義務づけられた委員会
  - 資格審査会
  - 懲戒委員会
  - 綱紀委員会
  - 綱紀審査会
- 外国弁護士による法律事務の取扱いに関する特別措置法により設置を義務づけられた委員会 
  - 外国法事務弁護士登録審査会
  - 外国法事務弁護士懲戒委員会
  - 外国法事務弁護士綱紀委員会
- 会則により設けられた常置委員会
  - 人権擁護委員会
  - 司法修習委員会
  - 司法制度調査会
  - 弁護士推薦委員会
  - 選挙管理委員会
- 会規により設置された委員会
  - 経理委員会（会計及び資産に関する規程）
- 新会館の管理・運営のための委員会
  - 会館運営委員会
  - 講堂管理運営委員会
  - 四会地代協議会
- 会則第82条による理事会の議決により設置された特別委員会等
  - 弁護士倫理委員会
- その他の委員会
  - 弁護士業務改革シンポジウム運営委員会

### 公設事務所
- ひまわり基金法律事務所[6]

### 外郭団体
- 公益財団法人日弁連交通事故相談センター
- 日本弁護士国民年金基金
- 公益財団法人日弁連法務研究財団
- 日本知的財産仲裁センター

## 政治的活動

### 選択的夫婦別姓制度導入への取り組み
（主に女性の）弁護士の職務遂行においてその制度が必須である、という点からだけでなく、人権や信条の自由の面から、組織として選択的夫婦別姓制度をはじめとする民法改正を支持する立場を取り、たびたび会長声明を出すなど、提言を行っている。
その論拠としては、「日本国憲法は、第13条で個人の尊厳を、第24条で婚姻は両性の合意のみに基づいて成立すること、そして婚姻について法律は個人の尊厳と両性の本質的平等に立脚して制定されなければならないことを規定している。氏名は、その人の人格の表象であり、それなしに人は社会で生きていくことができない。改姓を望まない人にも改姓を強制する制度は、その人格権を侵害するもの。また、圧倒的多数の夫婦が夫の氏を選択しており（2009年は96.3％）、望まない場合にも改姓を強いられているのは、実際には女性。民法第750条は、一見中立的であるが、現実には性差別規定に他ならない。選択的夫婦別姓制度の導入は、憲法上の要請といえる。」としている。

### 死刑廃止に関する取り組み
死刑廃止を推進する立場から、提言を行い、決議を採択している。この採択に関しては、2016年の場合、日弁連内の死刑廃止検討委員会が主な宣言案を作り、各弁護士会の会長が集まる理事会（786人出席）で可決されたものである。他方で、日弁連会員数は約3万7600人（当時）であり、宣言に際しては、思想・信条に関わる問題を786人の出席者で決めてよいのかとの質問も出るなどした。
この提言・決議の内容を実現するため、死刑廃止検討委員会を設置し、上記「提言」と「決議」の実行のため、死刑廃止についての全社会的議論の呼びかけに向けた活動、 死刑執行停止に向けた活動、 死刑に関する情報開示の実現に向けた活動等を行っている。
2015年、刑事弁護センター死刑弁護小委員会が会員向けの「死刑回避」のための手引書を作成していたことが明らかとされた。その中では、「被害者参加制度に反対」「原則黙秘」などの死刑回避対策が推奨されている。

### 住民基本台帳ネットワークシステムに反対する取り組み
住民基本台帳ネットワークシステムを構築することは個人情報保護施策を欠いた国民総背番号制を導入するものであるとして、
意見書や会長声明を発表している。

### 君が代斉唱時の不起立の自由に関する取り組み
国旗及び国歌に関する法律（国旗国歌法）を根拠として行なわれる、君が代斉唱時の不起立に関する処分・起立を義務付ける条例に反対する立場から裁判所判決や条例提出ごとに会長声明を発表している。

### 慰安婦問題に関する活動
1992年、戸塚悦朗弁護士を海外調査特別委員に任命し、韓国の市民団体と連携して国連へ朝鮮人「強制連行」問題と「従軍慰安婦」問題を国連人権委員会に提起し、「日本軍従軍慰安婦」を「性奴隷」として国際社会が認識するようロビー活動を展開し、クマラスワミ報告に慰安婦に関する記述がなされるに至っている。

### 安保関連法抗議活動
2015年、民主党（当時）の辻元清美議員や社民党の福島瑞穂議員、日本共産党議員約10人が駆けつけた安保関連法案反対の国会前デモに、日弁連としても会長を含め参加している。これに関して、日弁連会長の村越進（当時）は、護憲であり「政治活動ではない」という主張をしている。

## 批判

### 弁護士倫理・懲戒における身内擁護問題
日弁連は、弁護士法に基づき、所属弁護士を懲戒することはできる。一方で、単位弁護士会が下した懲戒処分・懲戒請求の不服審査も行っている。
もっとも軽い戒告処分を出すのに、単位弁護士会に懲戒請求を提出し、上部組織の日弁連に3度の申し立てを行い2年間かかった例もあり、元日弁連会長の宇都宮健児は「このケースは、私も処分が軽い印象を受けますが、決議まで2年もかかったのは長すぎる。皆が忘れた頃に軽い処分というのでは“身内同士でナアナアでやっている”と思われても仕方ありません。これでは一般市民が納得しませんよ」などとして、弁護士会は身内に甘いことを批判している
単位弁護士会が受け付けた懲戒請求の申立総件数に対して、実際に弁護士を懲戒する割合は、2.3パーセント（平均）である。単位弁護士会が懲戒請求申立を却下したとき、日弁連は、同議決に対する異議申立を受理し、再審査することもあるが、その割合は1.2パーセント（平均）である。
2005年（平成17年）4月、拘束力の無い弁護士倫理に代わり、弁護士職務の「行動指針または努力目標」を定めたものとして弁護士職務基本規程を施行した。

### 産経新聞による報道
弁護士が弁護士法によって日弁連に属する各弁護士会への所属が義務付けられているため、強制加入団体の日弁連が特定の政治的意見を会長声明や理事会決議としてあげることに対し「弁護士が全員左派であると思われるのは腹が立つ」「任意団体にすべき」という意見がある、と産経新聞は報じている。2015年8月に日弁連の村越会長が安全保障関連法案廃案を訴えた抗議行動デモのために開いた会見で、強制加入団体の日弁連が特定の政治的意見を掲げることへの懸念を産経記者が会見で質問したところ、村越会長を支持する弁護士や大学教授300人から「何を言っている」「帰れ！」などの怒号が飛んでいる。村越会長自身は産経新聞に「『戦争法案』というレッテル張りはしていない。『９条を守れ』ということまではぎりぎりの範囲だと思う。政治的な発言とは考えていない」と述べている。
2015年（平成27年）7月には、京都弁護士会に所属する弁護士が、「弁護士自治を目的とする会の趣旨と関係のない政治的主張を行うことは違法だ」として、同弁護士会と日弁連の両会長に、公式ウェブサイト上の声明文を削除し、慰謝料を支払うよう求めた裁判を起こしている。東京地裁は、当該訴訟の判決において、「本件各掲載行為が被告日弁連又は被告京弁の目的の範囲外の行為であると認めることはできない。」「本件各掲載行為が，原告ほかの思想・良心の自由等を侵害するものであると認めることはできない。」「本件各掲載行為に当たっては，いずれも被告日弁連及び被告京弁において，適切な機関決定がされたものと認めることができる。」などと判示した。主文においては、削除請求及び慰謝料請求は理由なしとして棄却され、違法確認の請求については確認の利益を欠くものとして却下されたため、原告の全面敗訴となった。訴訟費用も原告が全額負担することが命じられた。
2015年に産経新聞は旧日本陸軍軍医の麻生徹男の娘である天児都への取材で、作家の千田夏光が麻生が慰安婦制度の考案者であるかのように書いたことについて天児が事実とは異なるとして抗議と訂正の申し入れをしたところ、千田は天児に謝罪をしたが著書の訂正はせず千田の記述が他の著者の引用を受けるなどして広まってしまい、これについて天児が法的措置を取ろうとしたところ「日本弁護士連合会はあなたと立場が違うから弁護できない」という理由で弁護を断られたと報じている。
産経新聞は【弁護士会 矛盾の痕跡】にて、日弁連は拉致に冷淡、「朝鮮人＝被害者」以外は沈黙する人権派弁護士らが運営し、朝鮮総連と強固なネットワークを持っていると報道している。在日本朝鮮人総連合会（朝鮮総連）の固定資産税減免の無効確認訴訟や朝鮮学校補助金取り消し訴訟の総連側の代理人には常に、日弁連で強い影響力を持つ人権派弁護士がつくなど、総連と人権派は強固なネットワークで結ばれ、例えば戦時中の慰安婦問題を国連の委員会に訴える日弁連の活動も総連が背後から支えたと指摘されている。上記の訴訟を追求側で担当した徳永信一弁護士は「日弁連はいわば総連の工作拠点。人権派が総連に取り込まれた影響なのか、日弁連は拉致問題には終始、消極的だった」と批判している。2002年の拉致被害者数人奪還以前まで日弁連会長を務めた人権派弁護士の土屋公献は朝鮮総連機関誌の「朝鮮時報」で「日本政府は謝罪と賠償の要求に応じるどころか、政府間交渉で疑惑に過ぎない行方不明者問題や「ミサイル」問題を持ち出して朝鮮側の正当な主張をかわそうとしている。破廉恥な行動と言わざるを得ない」と講演などでも同様の発言を繰り返していた。産経新聞は北朝鮮が拉致認めた後も日弁連は拉致問題をめぐる日弁連としての意見表明は５人の帰国直後に出した会長談話１本のみであること批判し、「虚偽の歴史である強制連行のような『朝鮮人は被害者、日本人は加害者』という構図を前提に、それに当てはまらないものには沈黙する。日弁連が掲げる人権は、恣意（しい）的に選ばれたものだけを指している」としている。

### 死刑廃止宣言の採決に関する批判
全会員の約2.1%しか参加していない死刑廃止宣言の採決について、委任状がない等の手続き上の不備、更に自身の思想信条と反する活動に強制加入団体の会費が支払われている事に対し、106人の弁護士が質問状を送っている。

## 各種投票・参加、宣言・決議賛同率

### 会長選挙
2024年日弁連会長選挙の全国52弁護士会の平均投票率は33.23%、最多は釧路弁護士会の77.11%で、最少は神奈川県弁護士会の36.6%であった。

### 総会参加率・決議参加率
2024年の時点で弁護士は4万5826人いるが、議決権を持つ多くの弁護士は自身の業務に専念して弁護士会の活動には無関心か反体制の姿勢を忌避して距離を置いているため、左翼系の弁護士が日弁連や各都道府県の弁護士会を主導しているとして指摘されている。彼らは政治活動に熱心なため毎年5月の最高意思決定機関である日弁連総会にも他の弁護士の委任状を多数集めて出席している。2023年に大阪市で開かれた日弁連の総会の出席者は1万902人だが、うち本人が出席したのは506人のみで、残りの1万396人は代理出席であった。

### 各種宣言賛同率と批判
全会員の約2.1%の賛同率で、死刑廃止宣言を日弁連として出した。そして、「死刑廃止及び関連する刑罰制度改革実現本部」へも日弁連会費から2500万円の支出されたため、死刑廃止反対派から批判が起きた。

### 日弁連会長声明
日弁連は、「日弁連会長声明」について、「日弁連は、さまざまな分野で人権を護るため、市民のための司法制度を実現するため、よりよい法律を作ることや行政をよくしていくために、日弁連の政策を提言・要望・意見などの形で政府や関係省庁、関係機関に発表し、その実現に努めています。」としている。この会長声明については、憲法から一義的に判断することが難しい対立のある論点（死刑、憲法9条等の問題等）で意思統一を図ることは難しいため、弁護士会として声明を出すときには、主に法律の解釈にしたがって人権の侵害になるとされている場合について、会長声明を出している、と東京弁護士会の人権擁護委員会副委員長、日弁連人権擁護委員会副委員長などを歴任した弁護士杉浦ひとみは主張している。

## 主な出版物

### 機関誌

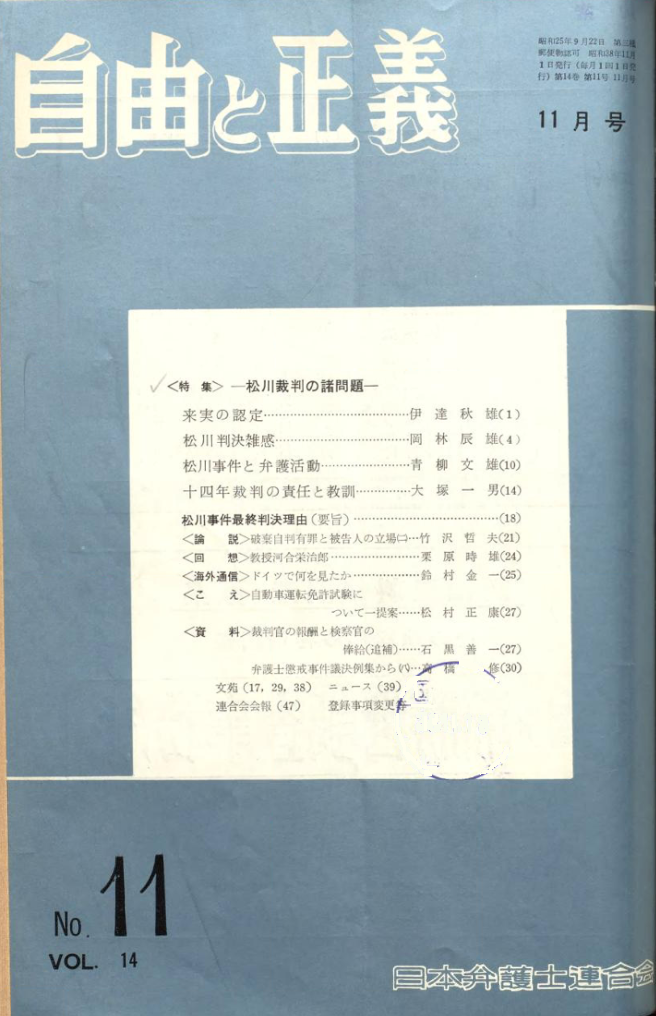
『自由と正義』1963年11月号

- 『自由と正義』 - 1950年創刊。法律実務に関する論考や日弁連・弁護士会をとりまく諸問題に関する論考を掲載するほか、会員弁護士の登録・変更・懲戒処分等に関する公告も掲載する。会員弁護士に送付されるほか、一般の購読も受け付けている[38]。

### 機関紙
- 『日弁連新聞』 - 1974年創刊。主に日弁連の関係する行事などを報じる月刊紙である。

### 書籍
- 『日本の戦後補償』（1994年、明石書店）
- 『これからの結婚と離婚 自分らしく、あなたらしく』（1994年、明石書店）
- 『日弁連・弁護士会 人権救済申立事例集 人権侵害の根絶をめざして』（1995年、明石書店）
- 『代用監獄の廃止と刑事司法改革への提言 国際法曹協会 (IBA) の調査レポートと国際セミナーから』（1995年、明石書店）
- AKASHI人権ブックス4『国際化時代の女性の人権 両性の平等と自立』（1997年、明石書店）
- 『あたらしい世紀への弁護士像』（1997年、有斐閣）
- 『日本の安全保障と基地問題 平和のうちに安全に生きる権利』（1998年、明石書店）
- 『孤立する日本のエネルギー政策 エネルギー政策に関する調査報告』（1999年、七つ森書館）
- 『ドメスティック・バイオレンス防止法律ハンドブック 妻への暴力、子どもへの虐待の根絶に向けて』（2000年、明石書店）
- 『21世紀弁護士論』（2000年、有斐閣）
- 『医療事故被害者の人権と救済』（2001年、明石書店）
- 『21世紀をひらくNGO・NPO』（2001年、明石書店）
- 『弁護士白書』（2002年より毎年刊行、日本弁護士連合会）
- 『障害のある人の人権と差別禁止法』（2002年、明石書店）
- 『司法における性差別 司法改革にジェンダーの視点を』（2002年、明石書店）
- 『契約型福祉社会と権利擁護のあり方を考える 高齢者・障害者主権の確立のために』（2002年、あけび書房）
- 『プライバシーがなくなる日 住基ネットと個人情報保護法』（2003年、明石書店）
- 『化学汚染と次世代へのリスク』（2004年、七つ森書館）
- 『裁判員制度と取調べの可視化』（2004年、明石書店）
- 『犯罪被害者の権利の確立と総合的支援を求めて』（2004年、明石書店）
- 『日弁連 人権侵犯申立事件 警告・勧告・要望例集』全五冊（2005年、明石書店）
- 『子どもの権利ガイドブック』（2006年、明石書店）
- 『高齢者・障害者施設での金銭管理Q&A』（2006年、あけび書房）
- 『女性弁護士の歩み 3人から3000人へ』（2007年、明石書店）
- 『役所が変わる! 日本が変わる!! 早い、分かりやすい、親切な行政を』（2007年、現代人文社）
- 『検証 日本の貧困と格差拡大 大丈夫?ニッポンのセーフティネット』（2007年、日本評論社）
- 世界人権問題叢書67『国際社会が共有する人権と日本 国連人権理事会UPR日本審査2008』（2008年、明石書店）
- 『生活保護法的支援ハンドブック』（2008年、民事法研究会）
- 『国際刑事裁判所の扉をあける』（2008年、現代人文社）
- 『裁判員裁判における弁護活動 その思想と戦略』（2009年、日本評論社）
- 『改正特商法・割販法の解説』（2009年、民事法研究会）
- 『法律家のためのITマニュアル』（2009年、第一法規出版）
- 『日弁連 人権行動宣言』（2010年、明石書店）
- 『反社会的勢力と不当要求の根絶への挑戦と課題』（2010年、金融財政事情研究会）
- 『災害対策マニュアル 災害からあなたを守る本』（2010年、商事法務）
- 『公害・環境訴訟と弁護士の挑戦』（2010年、法律文化社）
- 『今こそ変えよう!家族法―婚外子差別・選択的夫婦別姓を考える』日本加除出版、2011年
- 世界人権問題叢書75『離婚と子どもの幸せ 面会交流・養育費を男女共同参画社会の視点から考える』（2011年、明石書店）
- 『原発事故・損害賠償マニュアル』（2011年、日本加除出版）
- 『日弁連 子どもの貧困レポート 弁護士が歩いて書いた報告書』（2011年、明石書店）
- 『問われる 子どもの人権』（2011年、駒草出版）
- 『デジタル社会のプライバシー 共通番号制・ライフログ・電子マネー』（2012年、航思社）
- 『検証 原発労働』（2012年、岩波ブックレット）
- 『法律家のためのＩＴマニュアル　新訂版』（2015年、第一法規）
- 『条解弁護士法［第5版］』（2019年、弘文堂）